# Vacuna
Vacuna was in de Romeinse mythologie een oude Sabijnse godin die door antieke Romeinse bronnen en latere onderzoekers met talloze andere godinnen werd gelijkgesteld, zoals Ceres, Diana, Nikè, Minerva, Bellona, Venus en Victoria. Vacuna werd voornamelijk vereerd in Tibur nabij de villa van Horatius, in heilige wouden in Reate en in Rome.
Het blijft onduidelijk voor welke bijstand deze godin werd aangeroepen. Pomponius Porphyrion noemt haar incerta specie ("van onzekere natuur") in zijn commentaren op Horatius. Renaissance auteurs en Leonhard Schmitz melden dat het om een godheid ging aan wie mensen van het platteland offerden wanneer het werk op het veld gedaan was, dat wil zeggen wanneer zij vrij waren, vacui, dus vakantie hadden.
De etymologie van haar naam wordt in verband gebracht met 'gebrek' en 'ontrieving' en Horatius blijkt haar aan te roepen ten gunste van een vriend aan wie een van zijn epistels is gericht. Daaruit heeft men afgeleid dat Vacuna weleens werd aangeroepen ten gunste van afwezigen, zowel familieleden als vrienden.

## Oude bronnen
Literair:
- Horatius, Epistels, l. 1, ep. 10, v. 49-50 (becommentarieerd door Pomponius Porphyrion, Helenius Acron en de scholiast van Cruquius);
- Ovidius, Fasti, 6, v. 305 tot 308;
- Plinius de Oudere, Natuurgeschiedenis, l. 3 (hs. 12), par. 109;
- Ausonius, Epistel 4, v. 101.

Epigrafie:
- Corpus Inscriptionum Latinarum, IX, 4636, 4751, 4752.